# Making Your Mind Up
Making Your Mind Up è stato il brano musicale vincitore dell'Eurovision Song Contest 1981, interpretato dal gruppo musicale Bucks Fizz in rappresentanza del Regno Unito.
La canzone è stata scritta da Andy Hill e John Danter.
Dal 2004 al 2007, la BBC ha usato il nome Making Your Mind Up per il suo programma di selezione dei brani dell'Eurovision, rendendo omaggio alla canzone.

## Tracce
1. Making Your Mind Up (Andy Hill, John Danter) – 2:39
2. Don't Stop (Andy Hill, Nichola Martin) – 4:08